# لقنورة مخروطية
لقنورة مخروطية (الاسم العلمي:Lecanora strobilina) هي نوع من الفطريات تتبع جنس اللقنورة من الفصيلة اللقنورية.